# TUBA1B
TUBA1B ‏ (Tubulin alpha-1B chain) هو بروتين يُشفَّر في الإنسان بواسطة جين TUBA1B، ويُعد أحد المكونات الأساسية في الأنابيب الدقيقة (microtubules) التي تشكل جزءًا من الهيكل الخلوي في الخلية. ينتمي البروتين إلى عائلة **التوبولين α**، التي تلعب دورًا مهمًا في انقسام الخلية، ونقل الإشارات داخل الخلايا، والحفاظ على شكلها وهيكلها.

## الوظيفة
يشكّل بروتين TUBA1B مع توبولين بيتا ثنائيات α/β، التي ترتبط لتُكوِّن الأنابيب الدقيقة، وهي ضرورية للعديد من العمليات الخلوية مثل الانقسام الخلوي، حركة الأهداب، ونقل الحويصلات.

## الأهمية الطبية
تشير دراسات علمية إلى أن مستويات معينة من توبولين α-1B، وغيرها من أشكال التوبولين، قد تكون ذات صلة بمقاومة بعض أنواع سرطان الثدي للعلاج الكيميائي باستخدام عقار باكليتاكسيل (Paclitaxel)، مما يجعل هذا الجين محل اهتمام في أبحاث السرطان.